# Портрет Григория Дмитриевича Иловайского
«Портрет Григория Дмитриевича Иловайского» — картина Джорджа Доу и его мастерской, из Военной галереи Зимнего дворца.
Картина представляет собой погрудный портрет генерал-майора Григория Дмитриевича Иловайского из состава Военной галереи Зимнего дворца.
К началу Отечественной войны 1812 года полковник Иловайский находился в отставке, а после вторжения Наполеона формировал в области Войска Донского казачьи ополченческие полки, с которыми прибыл в Тарутинский лагерь. Был в сражениях под Вязьмой, при Красном, участвовал в преследовании и окончательном изгнании французов за пределы России. За отличия в Отечественной войне в 1813 году получил чин генерал-майора. Во время Заграничных походов 1813 и 1814 годов находился при осаде Данцига.
Изображён в казачьем генеральском мундире, введённом в 1814 году. На шее крест прусского ордена Пур ле мерит; справа на груди крест ордена Св. Георгия 4-го класса, серебряная медаль «В память Отечественной войны 1812 года» на Андреевской ленте, крест ордена Св. Владимира 4-й степени и золотой крест «За взятие Измаила». С тыльной стороны картины надпись: Iliovaisky 9. Подпись на раме: Г. Д. Иловайскiй 9й, Генералъ Маiоръ. Нагрудный крест ордена Св. Владимира 4-й степени изображён ошибочно, должен быть шейный крест этого ордена 3-й степени, которым Иловайский был награждён 31 декабря 1807 года.
7 августа 1820 года Комитетом Главного штаба по аттестации Иловайский был включён в список «генералов, заслуживающих быть написанными в галерею» и 20 мая 1822 года император Александр I повелел написать его портрет для Военной галереи. В это время Иловайский состоял непременным членом Войсковой канцелярии Войска Донского и постоянно находился в Новочеркасске; неизвестно, приезжал ли он сам в Санкт-Петербург или присылал свой портрет для копирования. Гонорар Доу был выплачен 19 мая 1826 года и 15 января 1828 года. Готовый портрет поступил в Эрмитаж 21 января 1828 года. Предыдущая сдача готовых портретов была 8 июля 1827 года, соответственно картина датируется между этими числами.
А. В. Кибовский предположил, что в качестве возможного прототипа послужила миниатюра с портретом Иловайского работы Я. Я. Рейхеля, датируемая около 1820 г. (кость, акварель, гуашь, овал 7,4 × 6 см). Эта миниатюра долгое время находилась в частных коллекциях и считалась портретом Д. В. Давыдова работы неизвестного художника русской школы, в этом качестве она 24 апреля 2009 года проходила на нью-йоркских торгах аукциона Christie’s и была там приобретена московским коллекционером С. Подстаницким, после чего атрибутирована А. В. Кибовским